# Alcyonidium multigemmatum
Alcyonidium multigemmatum är en mossdjursart som beskrevs av Gordon 1986. Alcyonidium multigemmatum ingår i släktet Alcyonidium och familjen Alcyonidiidae. Inga underarter finns listade i Catalogue of Life.